# Mary e lo spirito di mezzanotte
Mary e lo spirito di mezzanotte (A Greyhound of a Girl)  è un film del 2023 scritto e diretto da Enzo D'Alò.
Il film, settima produzione del regista napoletano, è stato candidato agli European Film Awards nella categoria Miglior film d'animazione.

## Trama
Mary è una bambina di 11 anni che ama cucinare e spera di entrare nella prestigiosa scuola locale, ma sua madre Scarlett, presa da vari impegni, non ha né il tempo né l'abilità di seguirla in cucina e, anzi, tenta di limitare il suo carattere impulsivo impedendole di allenarsi in questo campo. Chi la sostiene è la nonna Emer, che però finisce in ospedale per un improvviso malore, dai dottori dichiarato come incurabile. Per allenarsi e rendere il suo soggiorno in ospedale più piacevole, Mary decide comunque di cucinarle qualcosa, prendendo spunto da un vecchio ricettario di famiglia e facendosi aiutare da Tansey, una misteriosa ragazza che sembra conoscere molto bene la nonna.

## Produzione
La stesura della sceneggiatura è iniziata nel 2017.

## Promozione
Il teaser trailer è stato pubblicato il 29 giugno 2023, mentre il trailer il 27 settembre dello stesso anno.

## Distribuzione
Il film è stato proiettato in anteprima mondiale al Festival internazionale del cinema di Berlino nel 2023, come parte della Generation K Plus. L'anteprima italiana è avvenuta al Lucca Comics & Games dello stesso anno.
In Italia, il film è stato distribuito nelle sale cinematografiche il 23 novembre 2023.

## Riconoscimenti
- 2023 - Festival cinematografico di El Gouna
  - Vincitore della Stella d'Argento[9]
  - Candidatura alla Stella d'Oro
- 2023 – European Film Awards
  - Candidatura al miglior film d'animazione[10]
- 2023 - Festival di Berlino
  - Candidatura all'Orso di cristallo (premio della giuria dei giovani, categoria Kplus)[11]